# جانيت تورو
جانيت تورو (بالإسبانية: Janet Toro)‏ هي فنانة تشيلية، ولدت في 24 أغسطس 1963 في أوسورنو في تشيلي.

## معرض صور

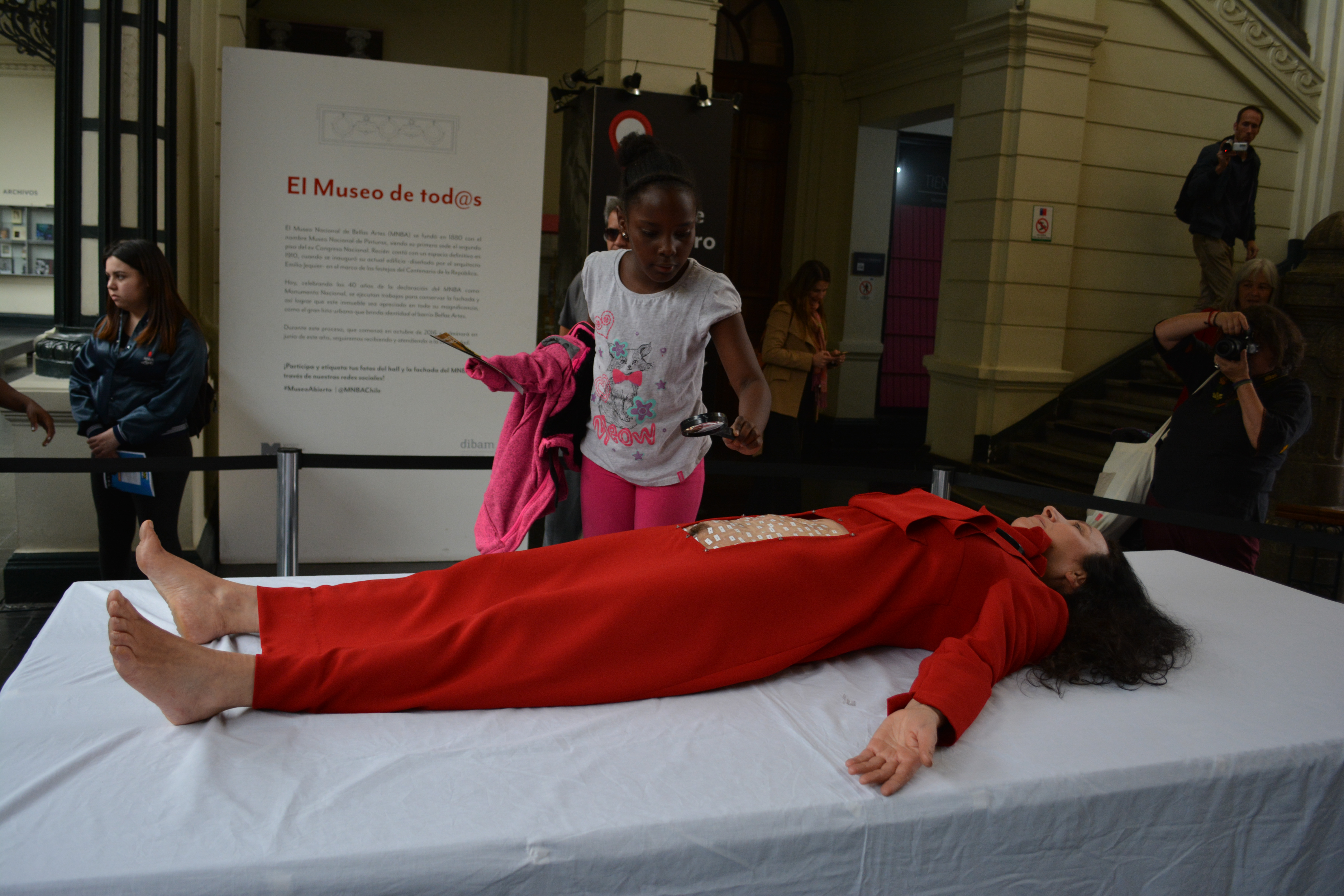
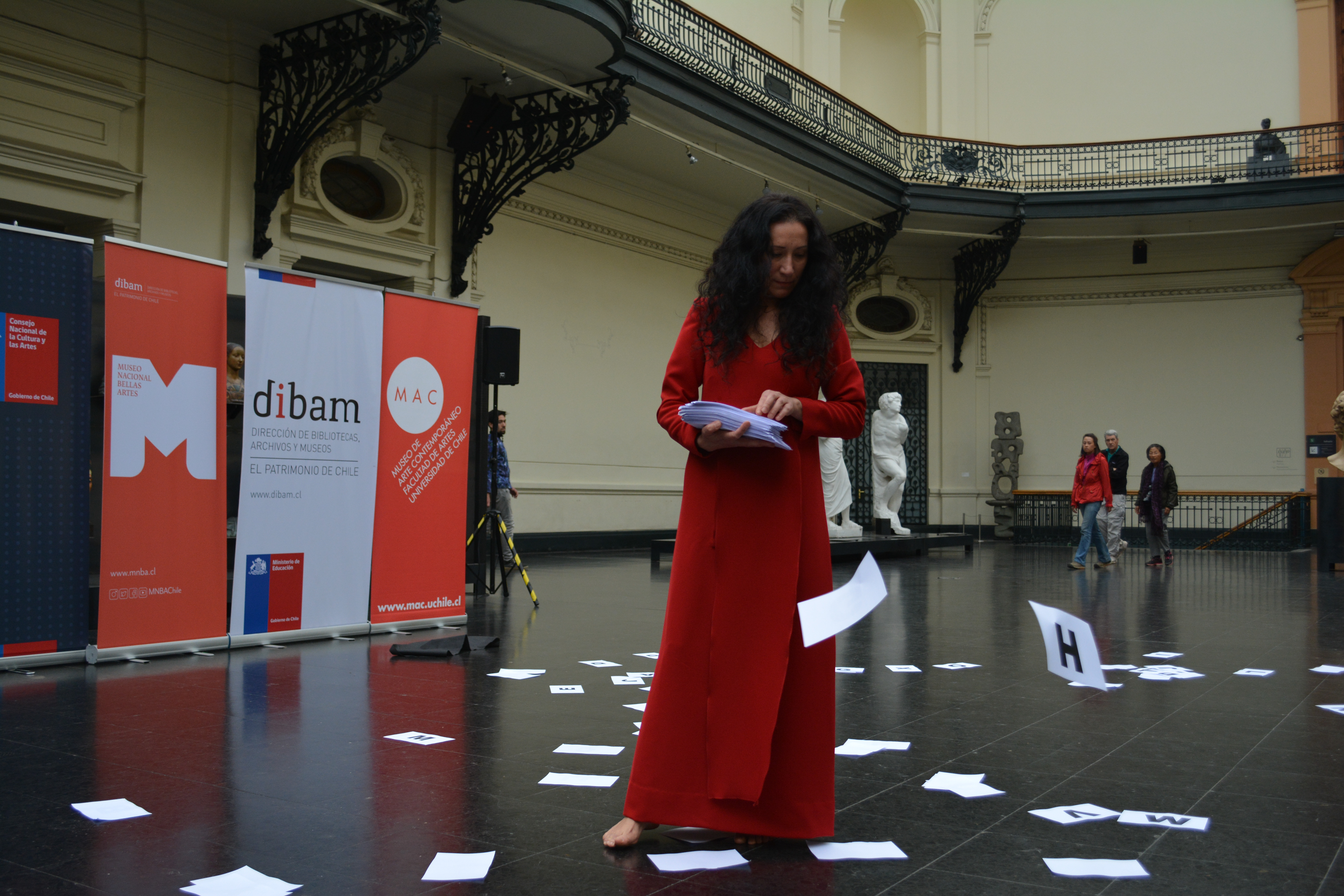
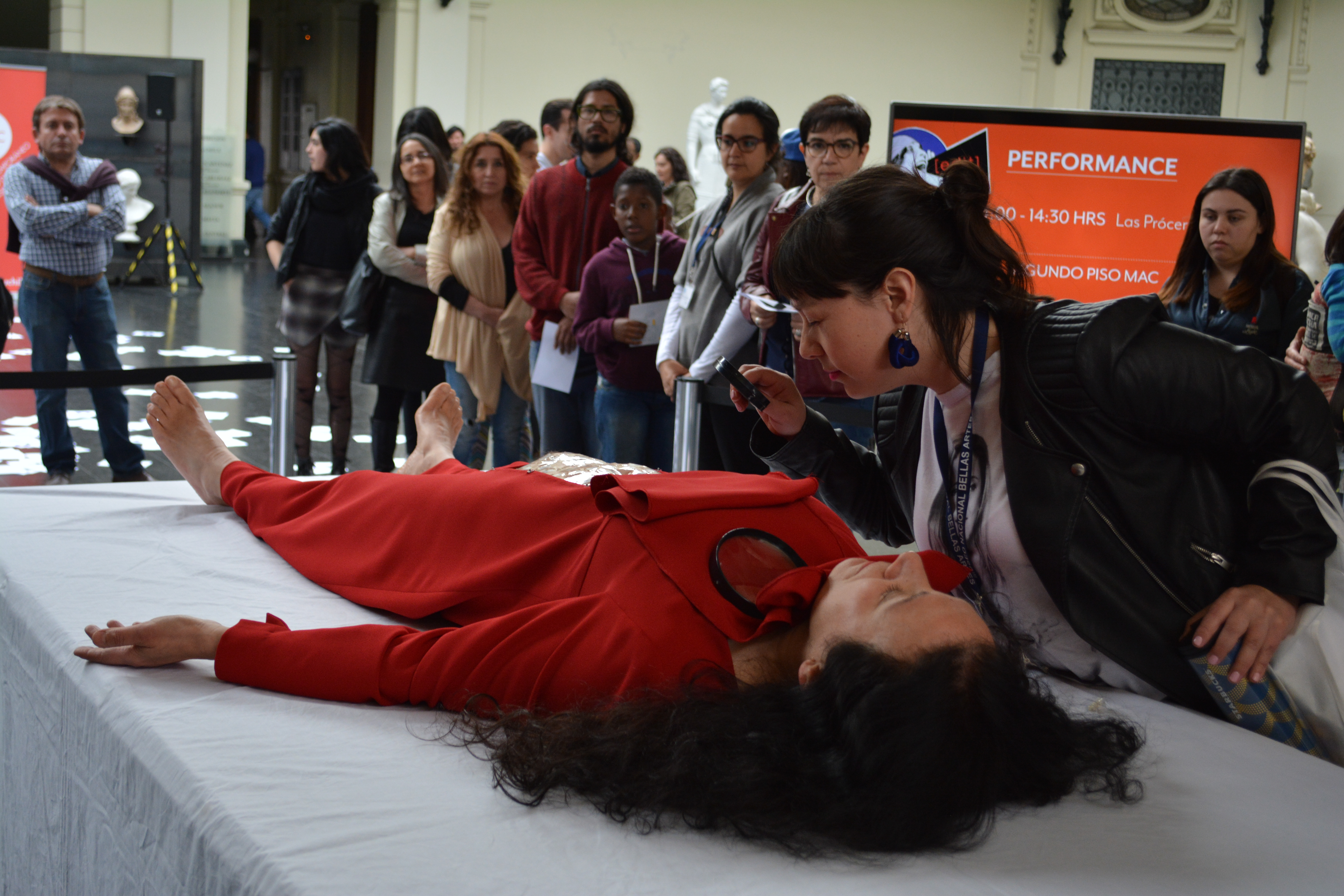
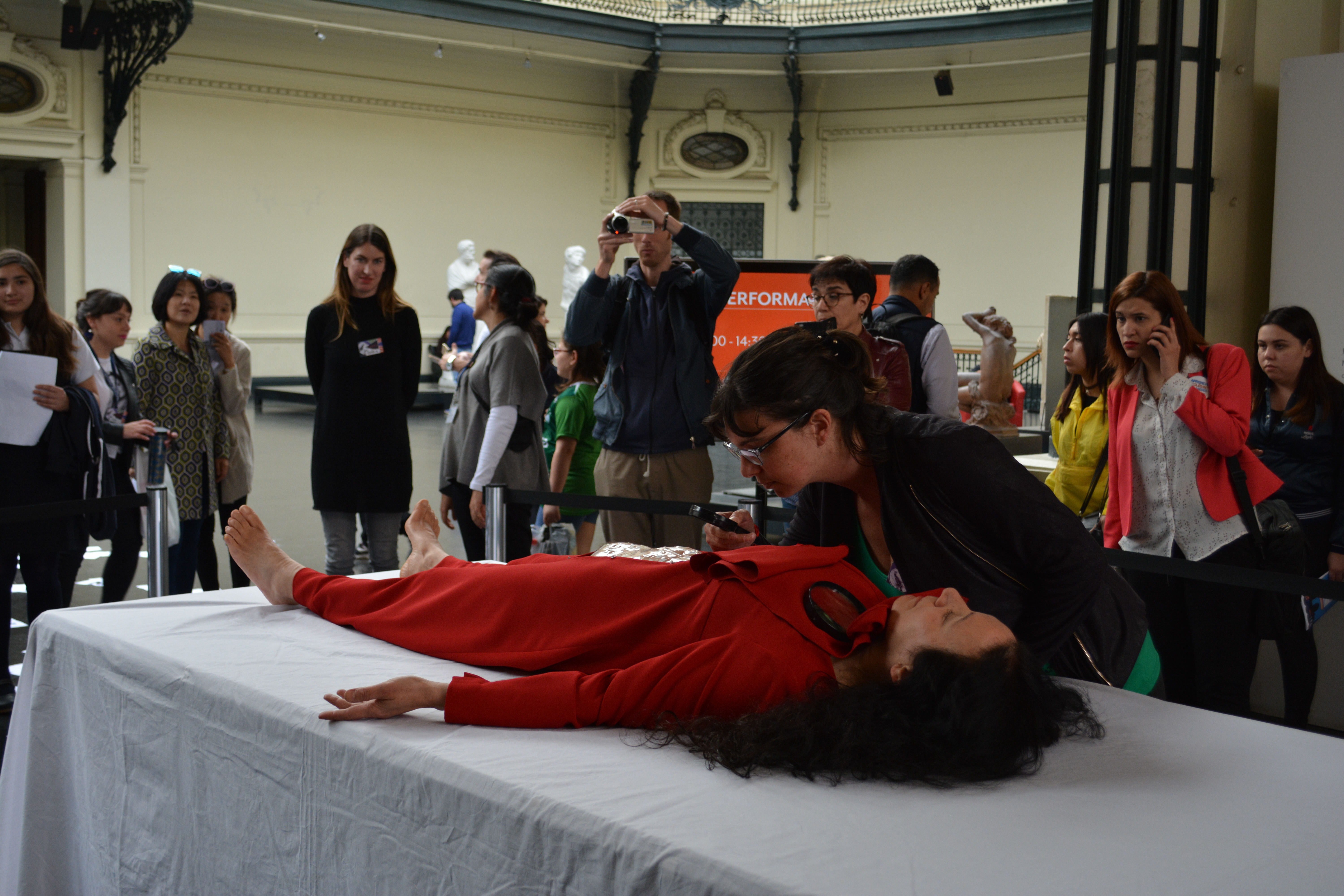